# Antonio Ten López de Lerma
Antonio Ten López de Lerma (Onda, Castellón, 11 de septiembre de 1980) más conocido como Toni Ten es un entrenador de baloncesto español que actualmente es entrenador del Movistar Estudiantes de la Primera FEB.

## Trayectoria deportiva
En 2004, se incorporaría a la estructura del Amics del Bàsquet Castelló con apenas 24 años. Dos años más tarde, en 2006 se hace cargo del Onda Urbana Castellón de Liga EBA.
En 2012, lograría el ascenso a Liga Española de Baloncesto Plata y tras tres temporadas en la división de bronce del baloncesto español, en 2015 lograría el ascenso a la Liga Española de Baloncesto Oro.
Toni Ten sería durante 7 temporadas entrenador del TAU Castelló en Liga Española de Baloncesto Oro, hasta que al término de la temporada 2021-22, en mayo de 2022 pondría fin a su etapa de 18 temporadas en el club y 16 como entrenador del primer equipo.
El 25 de julio de 2022, se convierte en asistente de Žan Tabak en el Trefl Sopot de la TBL hasta el 14 de junio de 2023.
El 22 de julio de 2023, se convierte en entrenador de Baloncesto Fuenlabrada de la Leb Oro

## Clubs
- 2006-2010. Primer entrenador del Onda Urbana Castellón. Liga EBA.
- 2010-2012. Primer entrenador del Amics del Bàsquet Castelló. Liga EBA.
- 2012-2015. Primer entrenador del Amics del Bàsquet Castelló. Liga Española de Baloncesto Plata.
- 2015-2022: Primer entrenador del TAU Castelló. Liga LEB Oro.[3]
- 2022-2023: Asistente en el Trefl Sopot. TBL.
- 2023-2025: Primer Entrenador en Baloncesto Fuenlabrada. LEB Oro
- 2025-: Primer Entrenador en Movistar Estudiantes. Primera FEB

## Palmarés
- 2012: Ascenso a Liga Española de Baloncesto Plata.
- 2015: Ascenso a Liga LEB Oro.